# ニュー・イヤーズ・レボリューション
ニュー・イヤーズ・レボリューション (New Year's Revolution)は、アメリカのプロレス団体WWEの主催するプロレス興行。およびそれを扱ったPPV。2005年から新設されたPPV大会で、1月の第1もしくは第2日曜に行われた。

## 試合結果

### 第1回大会（2005年）WWE RAW's New Year's Revolution 2005
プエルトリコでは初のWWEのPPV大会となった。
- 開催日 : 1月9日
- 開催場所 : プエルトリコのコリセオ・デ・プエルトリコ
- 観客動員数 : 15,764人

- ダーク・マッチ -Dark Match-

○ザ・ハリケーン＆ロージー vs ラ・レジスタンス（シルヴァン・グラニエ＆ロブ・コンウェイ）●
- 世界タッグ選手権試合 -World Tag Team Championship-

○ユージン＆ウィリアム・リーガル(c) vs クリスチャン＆タイソン・トムコ●
- WWE女子選手権試合 -WWE Women's Championship-

●リタ(c) vs トリッシュ・ストラタス○
- WWEインターコンチネンタル選手権試合 -WWE Intercontinental Championship-

○シェルトン・ベンジャミン(c) vs メイヴェン●
試合終了直後、メイヴェンのリマッチの要求をベンジャミンが受け入れ第2戦が急遽決定
- WWEインターコンチネンタル選手権試合 -WWE Intercontinental Championship-

○シェルトン・ベンジャミン(c) vs メイヴェン●
- ○モハメド・ハッサン（w / デバリ） vs ジェリー・"ザ・キング"・ローラー（w / ジム・ロス）●

- ○ケイン vs ジーン・スニツキー●

- 世界ヘビー級王者決定戦・エリミネーション・チェンバー・マッチ -Elimination Chamber Match for the World Heavyweight Championship-

スペシャル・レフェリー ショーン・マイケルズ
○トリプルH vs ランディ・オートン vs バティスタ vs クリス・ジェリコ vs クリス・ベノワ vs エッジ
| 退場順 | スーパースター     | 入場順 | 退場させたスーパースター |
| 1      | エッジ             | 4      | クリス・ジェリコ         |
| 2      | クリス・ベノワ     | 1      | バティスタ               |
| 3      | クリス・ジェリコ   | 2      | バティスタ               |
| 4      | バティスタ         | 6      | ランディ・オートン       |
| 5      | ランディ・オートン | 5      | トリプルH                |
| 勝者   | トリプルH          | 3      |                          |

### 第2回大会（2006年）WWE RAW's New Year's Revolution 2006
- 開催日 : 1月8日
- 開催場所 : ニューヨーク州オールバニのペプシ・アリーナ
- 観客動員数 : 11,000人
- 公式大会曲 :Disturbed - Stricken

- サンデー・ナイト・ヒート・マッチ -Sunday Night HEAT Match-

○チャボ・ゲレロ vs ジーン・スニツキー●
- WWEインターコンチネンタル王座戦 -WWE Intercontinental Championship-

○リック・フレアー(c) vs エッジ●
エッジの反則負け
- WWE女子王座戦 -WWE Women's Championship-

○トリッシュ・ストラタス（c) vs ミッキー・ジェームス●
- ○ジェリー "ザ・キング" ローラー vs グレゴリー・ヘルムズ●

- ○トリプルH vs ビッグ・ショー●

- ○シェルトン・ベンジャミン（w / ママ・ベンジャミン） vs ヴィセラ●

- ブラ＆パンティ・ガントレット・マッチ -Bra＆Panties Gauntlet Match-

○アシュリー vs ビクトリア vs マリア vs トリー・ウィルソン vs キャンディス・ミシェル
| 試合順 | 対戦カード                       | 勝者       |
| 1      | マリア vs キャンディス・ミシェル | マリア     |
| 2      | マリア vs トリー・ウィルソン     | マリア     |
| 3      | マリア vs ビクトリア             | ビクトリア |
| 4      | ビクトリア vs アシュリー         | アシュリー |

- エリミネーション・チェンバー・マッチ形式WWE王座戦 -Elimination Chamber Match for the WWE Championship-

○ジョン・シナ(c) vs カリート vs クリス・マスターズ vs ショーン・マイケルズ vs ケイン vs カート・アングル
| 退場順 | スーパースター       | 入場順 | 退場させたスーパースター     |
| 1      | カート・アングル     | 4      | ショーン・マイケルズ         |
| 2      | ケイン               | 6      | カリート＆クリス・マスターズ |
| 3      | ショーン・マイケルズ | 1      | カリート                     |
| 4      | クリス・マスターズ   | 5      | カリート                     |
| 5      | カリート             | 3      | ジョン・シナ                 |
| 勝者   | ジョン・シナ         | 2      |                              |

試合終了直後、エッジがマネー・イン・ザ・バンクの権利を行使しWWE王座挑戦が急遽決定
- WWE王座戦 -WWE Championship-

●ジョン・シナ(c) vs エッジ○

### 第3回大会（2007年）WWE RAW's New Year's Revolution 2007
- 開催日 : 1月7日
- 開催場所 : ミズーリ州カンザスシティのケンパー・アリーナ
- 観客動員数 : 10,000人

- ダーク・マッチ -Dark Match-

○ウラジミール・コズロフ vs ユージン●
- スティール・ケージ・マッチ形式WWEインターコンチネンタル王座戦 -Steel Cage Match for the WWE Intercontinental Championship-

○ジェフ・ハーディー(c) vs ジョニー・ナイトロ（w / メリーナ）●
- タッグチーム・ターモイル・マッチ形式世界タッグ王座第一挑戦者決定戦 -Number One Contenders Tag Team Turmoil Match for the World Tag Team Championship-

○クライム・タイム（JTG＆シャド） vs ランス・ケイド＆トレバー・マードック vs ザ・ワールド・グレイテスト・タッグチーム（シェルトン・ベンジャミン＆チャーリー・ハース） vs ジム・ドゥガン＆スーパー・クレイジー vs ザ・ハイランダーズ（ロビー・マカリスター＆ローリー・マカリスター）
- ○ケニー・ダイクストラ vs リック・フレアー●

- WWE女子王座戦 -WWE Women's Championship-

○ミッキー・ジェームス（c) vs ビクトリア●
- 世界タッグ王座戦 -World Tag Team Championship-

△Rated-RKO（エッジ＆ランディ・オートン）(c) vs D-Generation X（トリプルH＆ショーン・マイケルズ）△
- ○クリス・マスターズ vs カリート（w / トリー・ウィルソン）●

- WWE王座戦 -WWE Championship-

○ジョン・シナ(c) vs ウマガ（w / アルマンド・アレハンドロ・エストラーダ）●
この大会では過去2回開催されたエリミネーション・チェンバー戦が開催されなかった。最後に同形式の試合が催行されたのは2006年のECW ディセンバー・トゥ・ディスメンバーで、メインイベントのECW王座戦であった。
2008年には開催されず、同年最初のPPVはロイヤルランブルとなった。

## 終了後
2020年、1月4日から2月にかけて行われたハウス・ショーが「New Year's Revolution Tour」との大会名で行われた。